# Westchester Knicks 2017-2018
La stagione 2017-18 dei Westchester Knicks fu la 4ª nella NBA D-League per la franchigia.
I Westchester Knicks vinsero la Atlantic Division con un record di 32-18. Nei play-off persero la semifinale di conference con i Raptors 905 (1-0).

## Roster
|    | Naz.                   | Ruolo | Sportivo            | Anno | Alt. | Peso |  |
| -- | ---------------------- | ----- | ------------------- | ---- | ---- | ---- |  |
| 0  | Stati Uniti (bandiera) | G     | Devon Baulkman      | 1991 | 193  | 91   |  |
| 1  | Canada (bandiera)      | G     | Xavier Rathan-Mayes | 1994 | 193  | 94   |  |
| 2  | Stati Uniti (bandiera) | G     | Damyean Dotson      | 1994 | 196  | 95   |  |
| 3  | Stati Uniti (bandiera) | G     | Billy Garrett       | 1994 | 198  | 97   |  |
| 4  | Stati Uniti (bandiera) | A     | Isaiah Hicks        | 1994 | 206  | 110  |  |
| 5  | Stati Uniti (bandiera) | GA    | Paul Watson         | 1994 | 201  | 95   |  |
| 7  | Stati Uniti (bandiera) | A     | Devin Robinson      | 1995 | 203  | 91   |  |
| 11 | Stati Uniti (bandiera) | A     | Max Hooper          | 1995 | 198  | 93   |  |
| 11 | Stati Uniti (bandiera) | G     | Sekou Wiggs         | 1994 | 193  | 83   |  |
| 13 | Stati Uniti (bandiera) | C     | Joakim Noah         | 1985 | 211  | 104  |  |
| 17 | Etiopia (bandiera)     | GA    | Buay Tuach          | 1995 | 201  | 88   |  |
| 20 | Stati Uniti (bandiera) | A     | Nigel Hayes         | 1994 | 203  | 107  |  |
| 21 | Stati Uniti (bandiera) | AC    | Luke Kornet         | 1995 | 216  | 113  |  |
| 23 | Stati Uniti (bandiera) | G     | Trey Burke          | 1992 | 185  | 93   |  |
| 25 | Stati Uniti (bandiera) | G     | Jordan Downing      | 1992 | 191  | 79   |  |
| 25 | Stati Uniti (bandiera) | A     | Devin Robinson      | 1995 | 203  | 91   |  |
| 30 | Guinea (bandiera)      | G     | Ousmane Drame       | 1991 | 208  | 107  |  |
| 31 | Stati Uniti (bandiera) | G     | Ron Baker           | 1993 | 193  | 100  |  |
| 32 | Stati Uniti (bandiera) | C     | Adam Woodbury       | 1994 | 216  | 111  |  |
| 34 | Stati Uniti (bandiera) | G     | Zak Irvin           | 1994 | 198  | 98   |  |
| 34 | Stati Uniti (bandiera) | G     | Princeton Onwas     | 1993 | 198  | 98   |  |
| 35 | Stati Uniti (bandiera) | C     | Jordan Henriquez    | 1989 | 211  | 113  |  |

## Staff tecnico
- Allenatori: Mike Miller
- Vice-allenatori: Derrick Alston, Keith Bogans, Ross McMains